# Hamburger Comedy Pokal
Der Hamburger Comedy Pokal ist ein seit 2003 jährlich in Hamburg vergebener Kleinkunstpreis, der sich an Comedians und Kabarettisten richtet.

## Wettbewerb
Initiator des Wettbewerbs ist der Hamburger Kabarettist Sebastian Schnoy, seither agiert er auch als Moderator der Finalshows. Im Wettbewerb treten zwanzig Comedians und Kabarettisten zunächst in einer Hauptrunde in 1:1-Duellen mit 45-minütigen Programmen gegeneinander an, die von Jury und Publikum ermittelten Sieger qualifizieren sich fürs Halbfinale. Diese Veranstaltungen werden in Kulturhäusern verteilt über ganz Hamburg gespielt. In der „2. Chance-Show“ erhalten die fünfzehn ausgeschiedenen Teilnehmer die Möglichkeit, sich auf „zweitem Wege“ noch fürs Finale zu qualifizieren. Dabei gibt es ein Zeitlimit von sieben Minuten und zwei dort ermittelte Teilnehmer (einer vom Publikum, einer von der Jury) komplettieren dann das Finale. Dort treten sieben Teilnehmer bei einem Zeitlimit von maximal 12 Minuten auf. Veranstaltungsort für die „2. Chance-Show“ sowie das Finale ist Schmidts Tivoli. Der erste Preis ist mit 3.000 Euro, der zweite mit 2.000 Euro und der dritte mit 1.000 Euro dotiert. Zusätzlich gibt es seit 2008 einen Publikumspreis über 500 Euro.
Im Jahr 2015 wurde der Zweitplatzierte und Sieger des Publikumspreises Faisal Kawusi nachträglich disqualifiziert, als durch die Aufklärungsarbeit einer Facebook-Gruppe („Comedy Leaks“) öffentlich wurde, dass er Teile seines Programms vom kanadischen Comedian Russell Peters geklaut hatte. Im Jahr 2021 wurde der Wettbewerb aufgrund der Corona-Pandemie in kleinerer Form mit nur einer Show „open air“ im Planten un Blomen durchgeführt. Die 20. Jubiläumsausgabe des Hamburger Comedy Pokals im Jahr 2022 musste ebenfalls vom Januar auf den Juli verschoben werden, da er während der Pandemie nicht wie gewohnt ausgerichtet werden konnte. Der sonst jährlich ausgerichtete Wettbewerb pausierte im Jahr 2023 einmalig und wurde 2024 das nächste Mal veranstaltet.
Seit 2009 wird der Hamburger Comedy Pokal vom gemeinnützigen Verein „Hamburger Comedy Pokal e. V.“ durchgeführt. Er ist ein Zusammenschluss von 10 Hamburger Stadtteilkulturzentren, die den Hamburger Comedy Pokal seit 2003 veranstalten.

## Preisträger
- 2003: 1. Platz: U-Bahn Kontrollöre in tiefgefrorenen Frauenkleidern, 2. Platz: Michael Krebs, 3. Platz: Trifolie
- 2004: 1. Platz: Christian Hölbling, 2. Platz: Ludger K., 3. Platz: Jörg Maurer
- 2005: 1. Platz: Dirk Langer, 2. Platz: Nils Heinrich, 3. Platz: Die Schwerdtfegers
- 2006: 1. Platz: Zärtlichkeiten mit Freunden, 2. Platz: Cindy aus Marzahn, 3. Platz: Don Clarke
- 2007: 1. Platz: Matthias Egersdörfer, 2. Platz: Moritz Netenjakob, 3. Platz: Marc-Uwe Kling
- 2008: 1. Platz: Tobias Mann, 2. Platz: Arthur Senkrecht, 3. Platz: Daniel Reinsberg, Publikumspreis: Ass-Dur
- 2009: 1. Platz: Sascha Korf, 2. Platz: Wolfgang Trepper, 3. Platz: ONKeL fISCH, Publikumspreis: Sascha Korf und Wolfgang Trepper
- 2010: 1. Platz: TOPAS, 2. Platz: Detlef Wutschik und Sascha Grammel, Publikumspreis: Sascha Grammel
- 2011: 1. Platz: Timo Wopp, 2. Platz: Stefan Waghubinger, 3. Platz: Philipp Scharri, Publikumspreis: Timo Wopp
- 2012: 1. Platz: Thomas Kreimeyer, 2. Platz: Axel Pätz, 3. Platz: El Mago Masin, Publikumspreis: Thomas Kreimeyer
- 2013: 1. Platz: Maxi Gstettenbauer, 2. Platz: Ingmar Stadelmann, 3. Platz: Masud, Publikumspreis: Martin Zingsheim
- 2014: 1. Preis: Chris Tall, 2. Preis: Friedemann Weise, 3. Preis: Alicja Heldt, Publikumspreis: Chris Tall
- 2015: 1. Preis: Frank Fischer, 2. Preis: Katie Freudenschuss, 3. Preis: Das Lumpenpack, Publikumspreis: Frank Fischer und Das Lumpenpack
- 2016: 1. Platz: Moritz Neumeier, 2. Platz: Suchtpotential, 3. Platz: Tino Bomelino, Publikumspreis: Moritz Neumeier
- 2017: 1. Platz: Osan Yaran, 2. Platz: Stefan Danziger, 3. Platz: Starbugs Comedy, Publikumspreis: Osan Yaran
- 2018: 1. Preis: Helene Bockhorst, 2. Preis: Jakob Heymann, 3. Preis: Martin Frank, Publikumspreis: Martin Frank
- 2019: 1. Preis: Amjad, 2. Preis: Kinan Al, 3. Preis: Florian Hacke, Publikumspreis: Kinan Al
- 2020: 1. Preis: Jan van Weyde, 2. Preis: Passun Azhand, 3. Preis: Jonas Greiner, Publikumspreis: Jan van Weyde und Passun Azhand
- 2021: 1. Preis: Rainer Holl, 2. Preis: Eva Karl-Faltermeyer, 3. Preis: Popkabarett Korff & Ludewig, Publikumspreis: Rainer Holl
- 2022: 1. Preis: Johannes Floehr, 2. Preis: Benedikt Mitmannsgruber, 3. Preis:  Valter Rado & Tim Schaller, Publikumspreis: Johannes Floehr
- 2024: 1. Preis: Marvin Spencer, 2. Preis: Jochen Falck, 3. Preis: Marie Diot, Publikumspreis: Marvin Spencer
- 2025: 1. Preis: Robert Alan, 2. Preis: Felix Treder und Nele Mathew, Publikumspreis: Robert Alan